# Textielindustrie in Gemert
Hoewel Gemert in 1795 meer inwoners had dan het naburige Helmond, namelijk 3650 tegenover 2488, had het toch een veel dorpser karakter waar, in tegenstelling tot Helmond, de landbouw de belangrijkste bron van bestaan vormde.

## Voorgeschiedenis
In Gemert was echter al sinds de Middeleeuwen sprake van linnennijverheid, waarbij niet alleen voor eigen behoefte maar ook voor de markt werd geproduceerd. Het betrof fijn linnen en damast. Gemertse fabrikeurs zijn bekend sinds 1622, toen stukken weefsel werden opgekocht voor handel naar Spanje. Dit land eiste een verklaring dat de stif niet in vijandelijk (Staats) gebied was geweest, waaraan we documenten te danken hebben. Andere documenten betroffen nalatenschappen van fabrikeurs. Na 1648 werden ook stoffen in Holland verkocht.
Tot 1794 was de Rijksheerlijkheid Gemert een zelfstandige heerlijkheid buiten de Republiek der Verenigde Nederlanden. De fabrikeurs brachten de in Gemert vervaardigde goederen clandestien naar Eindhoven en Helmond, vanwaar ze naar andere plaatsen binnen de Republiek werden verhandeld. Aldus hoefden geen invoerrechten te worden betaald.
In 1709 werden bij een beroepentelling ten behoeve van de belanstingen 208 personen geteld (van de 600) die werkzaam waren in de textiel, de meesten waren wevers. Van dezen waren 8 fabrikeurs. In 1799 waren 535 personen werkzaam in de textiel (van de 1161), vooral wevers en spinsters, waaronder 19 fabrikeurs. De verschillen lagen vooral in de wijze van telling.
Na 1730 kwam de productie van bonte (gekleurd linnen) op. Bij het commissionaire systeem werd de gekleurde garenketting (schering) door kooplieden vanuit Holland, vooral vanuit Haarlem, naar fabrikeurs in Brabant gestuurd. De fabrikeur was hierbij een soort onderaannemer geworden. Reeds toen waren de lonen in Gemert lager dan die in het nabijgelegen Helmond.
Deze nijverheid bevond zich echter in een impasse, mede door de concurrentie van katoenen stoffen die vanuit Engeland werden geïmporteerd. Toen door Napoleon het Continentaal Stelsel werd ingevoerd viel die concurrentie weg en verbeterde de situatie. Omstreeks 1806 waren er 20 fabrikanten en 19 weversknechten.
Na de inlijving van Gemert bij Frankrijk werd echter de import van Duitse garens geblokkeerd, zodat er geen grondstoffen meer waren. Ook de export kwam stil te liggen. Later bloeide deze tak van nijverheid weer op.
In 1816 waren er 10 linnenreders en 252 werklieden, voornamelijk thuiswevers en -spinsters. Gedurende de jaren die volgden vond er een overgang plaats van linnen naar katoen en van huisnijverheid naar een meer fabrieksmatige productie. Bovendien kwamen de fabrikanten meestal van buitenaf, terwijl de traditionele fabrikeursfamilies van het toneel verdwenen.

## Belgische ondernemers
Ten tijde van het Verenigd Koninkrijk der Nederlanden was de Belgische textielindustrie het meest geavanceerd. Ten gevolge van de Belgische Opstand in 1830 echter moesten deze hoge invoerrechten betalen om katoentjes aan de Nederlandse koloniën te mogen leveren. De Nederlandse textielindustrie was nog niet ver ontwikkeld en daarom nodigde de Nederlandsche Handel-Maatschappij de Belgen uit om de productie in Nederland te doen plaatsvinden. Er kwamen fabrieken in Leiden en Haarlem voor het bleken, verven, drukken en spinnen, maar het weven besteedden ze uit aan randgewesten met een traditie van huisweverij, waar de lonen lager waren dan in de steden.
Tot de Belgische ondernemers behoorden onder meer:
- Eugène Prévinaire, die in 1834 vanuit Brussel naar Haarlem kwam, en een agentschap in Helmond had en sinds 1840 een kantoor te Gemert. onder leiding van Van der Meersch. Dit kantoor verdween alweer in 1841.
- Joseph Hartog en Louis Couvreur, die in 1834 in een vleugel van het Kasteel van Gemert een weverij begonnen en sinds 1837 ook een weefschool, om de wevers te leren werken met de schietspoel.
- Jean Jacques Volkert zette in 1838 de weverij van Hartog en Couvreur voort onder de naam Volkert & Comp.. Hij introduceerde in deze streek ook het jacquardgetouw. Er waren ongeveer 150 wevers in dienst, 60 spelders en slechts 3 dagloners. De firma ging op 30 december 1844 failliet. Dit kwam door de ongunstige economische situatie op Java.

## Prinzen
De familie Prinzen is afkomstig uit Glehn, dat tegenwoordig deel uitmaakt van de gemeente Korschenbroich en dat niet ver van het textielcentrum Mönchengladbach ligt. Tussen dit Rijnlandse gebied en de Helmondse textielnijverheid bestond vanouds uitwisseling. Willem Prinzen vestigde zich in Helmond en trouwde daar in 1795 met Francisca van de Vrande. Hij was van 1802-1811, samen met zijn broer Johan Pieter Prinzen, betrokken bij het Helmondse bedrijf Fa. Prinzen, Ramaer, Van de Loo & Co. en van 1811-1817 bij Gebr. Prinzen, Van de Loo & Comp. Samen richtten ze in 1810 de Fa. W. Prinzen op. Omstreeks 1840 begon ook deze firma een filiaal in Gemert, er werkten ongeveer 100 wevers en 60 spoelsters voor deze firma.
Johan Theodor Prinzen (1784-1864) was de zoon van Johan Pieter Prinzen. Reeds in 1832 had hij een fabriek in Gemert, waaronder een ververij. In 1834 kwam er een kalander, aangedreven door een rosmolen. Na 1840 verdwenen de meeste concurrenten maar breidde Prinzen's fabriek juist uit, terwijl er ook kleine plaatselijke onderneminkjes ontstonden. Een daarvan was Prinzen, Weber & Cie., waarbij een zoon van Johan Theodor, Theodorus Prinzen, betrokken was.
Vanaf 1864 werd de fabriek van Johan Theodor geleid door zijn zoons Medard en Felix. Er vond een proces van Consolidatie plaats en omstreeks 1870 was het bedrijf nog een van de twee overgebleven Gemertse textielfirma's. Om de concurrentie met Helmond vol te kunnen houden moest men mechaniseren. Stoommachines en mechanische weefgetouwen werden geïntroduceerd en huisnijverheid maakte plaats voor fabrieksmatige productie. Dit vereiste uiteraard de nodige investeringen.
In 1881 werd een nieuwe fabriek gebouwd aan De Hoef achter het Kasteel van Gemert. Deze fabriek kreeg de bijnaam: Het Machinaal. In de jaren die volgden kwam er meer werkgelegenheid naar Gemert, maar de fabriek van Prinzen kwijnde weg en werd uiterlijk in 1916 stopgezet. Daarna is de fabriek nog enige tijd in gebruik geweest bij de Helmondse textielfabrikanten Carp en Piet de Wit. In de jaren 30 van de 20e eeuw werd de fabriek verbouwd tot een rij woningen die nog steeds bestaat.

## Verdere ontwikkelingen
In 1901 startte de Helmondse textielonderneming J.A. Raymakers een haspelarij te Gemert. Deze kwam tot stand op instignatie van de pastoor, die bang was voor zedenbederf als de meisjes in de stad (lees: Helmond) zouden gaan werken. Voor de fabrikanten was het lage loonpeil aantrekkelijk, dit lag soms wel 50% beneden dat van Helmond. In 1904 werd dit filiaal met een stoomweverij uitgebreid.
In 1907 begon ook Johan van den Acker met een stoombontweverij.
Beide bedrijven bestaan anno 2010 nog steeds.

## Externe bron
- Giel van Hooff, 1981, Johan Theodor Prinzen en de Gemertse Textielnijverheid. Publicatie van Heemkundekring De Kommanderij Gemert. Busselke nr. 7.
- Gerard van Gurp, 2008, Gemerts linnen en de proto-industrie in de Meierij van 's-Hertogenbosch tijdens de zeventiende en achttiende eeuw. Textielhistorische bijdragen, jaar 48, 46-77. ISBN 978-90-71715-23-5